# Kraje nordyckie

Kraje skandynawskie oraz nordyckie

Kraje nordyckie – dosłownie Kraje północne, od słów nord i nordisk oznaczających w językach skandynawskich odpowiednio północ i północny. Termin wiążący się z określeniem kraje skandynawskie, ale o szerszym znaczeniu, gdyż obejmuje on nie tylko Danię, Norwegię i Szwecję,  lecz również Islandię oraz Finlandię, a także terytoria autonomiczne: Grenlandię, Wyspy Owcze i Wyspy Alandzkie.

## Flagi krajów nordyckich
Flagi wszystkich krajów nordyckich (a także Wysp Owczych i Alandzkich) wzorowane są na Dannebrog – sztandarze Danii z krzyżem skandynawskim (różnią się jednak nieco proporcjami).
| Dania    | Szwecja  | Finlandia   |                 |
| Dania    | Szwecja  | Finlandia   |                 |
| Islandia | Norwegia | Wyspy Owcze | Wyspy Alandzkie |
| Islandia | Norwegia | Wyspy Owcze | Wyspy Alandzkie |

Grenlandia i Laponia, krainy leżące w krajach nordyckich przyjęły w swoich flagach nie krzyż, ale okrąg, podobnie przesunięty poza środek flagi.
| Grenlandia | Laponia |
| Grenlandia | Laponia |